# Johann Heilmann
Johann Heilmann, seit 1887 Ritter von Heilmann, (* 5. Februar 1825 in München; † 6. November 1888 ebenda) war ein bayerischer Generalleutnant und Militärhistoriker.

## Leben
Heilmann wurde zunächst im Kadettenkorps erzogen und trat dann in die Bayerische Armee ein. Bereits am 14. Juli 1853 erhielt er als bayerischer Oberleutnant von Großherzog Ludwig III. von Hessen und bei Rhein das Ritterkreuz mit Schwertern des Verdienstordens Philipps des Großmütigen verliehen. Er wurde 1859 Hauptmann im Generalstab und machte als Generalstabsoffizier 1866 den Krieg gegen Preußen und 1870/71 den Deutsch-Französischen Krieg mit.
1872 wurde Heilmann zum Kommandeur eines Bataillons im 1. Infanterie-Regiment ernannt, wurde 1873 Oberst und Kommandeur des 4. Infanterie-Regiments. Wenig später ernannte man ihn zum Kommandeur der bayerischen Besatzungsbrigade der Festung Metz. 1883 schied Heilmann als Generalleutnant aus dem aktiven Militärdienst.
Heilmann war in der Historischen Klasse seit 1884 Außerordentliches Mitglied der Akademie der Wissenschaften, der er zuvor seit 1852 als Korrespondierendes Mitglied angehörte.
1887 war Heilmann durch Prinzregent Luitpold mit dem Ritterkreuz des Verdienstordens der Bayerischen Krone beliehen worden. Damit verbunden war die Erhebung in den persönlichen Adelsstand und er durfte sich nach der Eintragung in die Adelsmatrikel Ritter von Heilmann nennen.
Schon seit jungen Jahren verfasste er eine Reihe militärhistorischer Schriften.
Johann Heilmann starb 1888 im Alter von 63 Jahren in München.

## Grabstätte

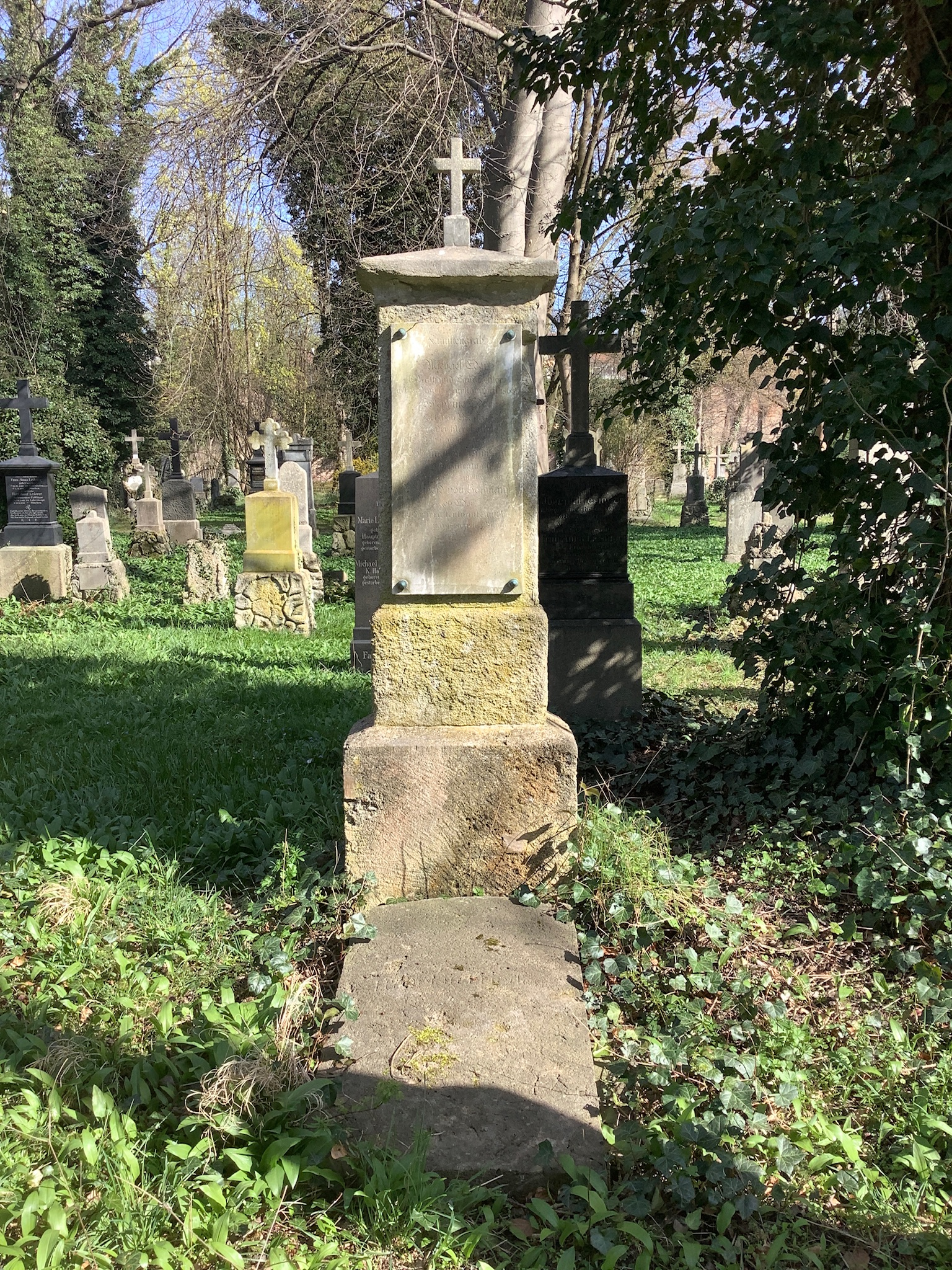
Grab von Johann Heilmann auf dem Alten Südlichen Friedhof in München

Die Grabstätte von Johann Heilmann befindet sich auf dem Alten Südlichen Friedhof in München (Gräberfeld 32 – Reihe 11 – Platz 14) Standort.

## Veröffentlichungen
- Die Schlacht bei Leuthen. Berlin 1849.
- Die Feldzüge der Bayern in den Jahren 1643, 1644 und 1645 unter Marschall von Mercy. Meißen 1851.
- Das Kriegswesen der Kaiserlichen und Schweden während des Dreißigjährigen Krieges. Meißen 1851.
- Die Kriegskunst der Preußen unter Friedrich dem Großen. 2 Bände. Meißen 1852–1853.
- Leben des Generals Grafen B. E. von Deroy. Augsburg 1855.
- Der Feldzug 1813 : Anteil der Bayern seit dem Rieder Vertrag. München 1857.
- Kriegsgeschichte von Bayern, Franken, Pfalz und Schwaben 1506–1651. 2 Bände. München 1868.
- Anteil des 2. bayerischen Armee-Korps am Feldzuge 1870/71 gegen Frankreich. München 1872.
- Feldmarschall Fürst Wrede. Leipzig 1881.